# سنديان قرمزي
السنديان القرمزي أو جِيدار أو وحبة يسمى أو البلوط القرمزي أو البَلْخ أو البُلَاخ أو سنديان بُلاخ أو البَلّخ نوع نباتي شجري من جنس السنديان من الفصيلة الزانية.

## الاسم
كان البلوط القرمزي مهمًا تاريخيًا باعتباره نباتًا غذائيًا لحشرة القرمز Kermes ، والتي تم الحصول منها على صبغة حمراء تسمى قرمزي. يرتبط أصل الاسم المحدد coccifera بإنتاج صبغة قرمزية حمراء (قرمزي) ومشتقة من coccum اللاتينية التي كانت من اليونانية κόκκος ، حشرة القرمز وفي بلاد البسك شمال غرب اسبانيا تدعى كيكوكس كوكسيفيرا أي البلوطة القصيرة.

## الموئل والانتشار
ينتشر هذا النوع في معظم مناطق حوض البحر الأبيض المتوسط بما فيها المشرق العربي بضمنها جبال عجلون في الأردن والمغرب العربي وتركيا واليونان والجبل الأسود وإيطاليا وجنوب فرنسا وإسبانيا.

## الوصف النباتي
أزهارها ذكورية صغيرة جدًا، بالكاد ظاهرة، مع غلاف مبطن مقسم إلى 4 أو 5 أو 6 براعم؛ تتدلى في مجموعات في شكل عرنوسي قصير اصفر رقيق. تولد الإناث على نفس النبات، منفردة أو مجمتعة من اثنتين أو ثلاثة. الثمرة عبارة عن بلوطة، من بذرة واحدة فقط، يمكن فصلها إلى نصفين (الفلقات) طوليًا.
لها أوراق منحنية ذات حواف مسننة وأزهار صفراء صغيرة وجوزة أو بلوطة
- الاستخدامات والعادات:

```
اشتق لقب coccifera من الكلمة اللاتينية coccum ، والتي تشير إلى بق صغير تعيش أنثاه في هذا النبات عادةً (جنس Kermes) حيث إنتج منه في العصور القديمة صباغ قرمزي.والخشب يستخدم لإنتاج الفحم. اللحاء يستخدم كدواء قابض في الطب الشعبي ولأنه غني بالعفص يستعمل لدباغة الجلود. تستهلك الماعز والاغنام والخنازير الأوراق كعلف. يمكن استخدام البلوطات، كمصدر جيد للعفص. يمكن الحصول على صبغة سوداء من اللحاء والجوز.
[
13
]
[
9
]
```